# 迪圖瓦冰原島峰
80°43′S 25°50′W / 80.717°S 25.833°W
迪圖瓦冰原島峰（英語：Du Toit Nunataks），是南極洲的冰原島峰，位於科茨地，處於康沃爾冰川和格倫冰川之間，屬於里德山脈的西端，以南非地質學家命名，現時由南極條約體系管理。